# Schnapp die Nuss!
Schnapp die Nuss! ist ein Kinder-Brettspiel von Stefan Kloß und Anna Oppolzer für zwei bis vier Personen. Es handelt sich um ein Würfel- und Verfolgungsspiel, bei dem die Spieler die Rolle von jungen Eichhörnchen übernehmen, die von ihrer Mutter zum Schlafen geschickt werden sollen. Das Spiel erschien 2017 beim Verlag Schmidt Spiele.

## Thema und Ausstattung
Schnapp die Nuss! ist ein Würfelspiel, bei dem die Spieler in der Rolle von jungen Eichhörnchen vor ihrer Mutter davonlaufen und versuchen, von dieser nicht eingeholt zu werden.
Das Spielmaterial besteht neben der Spieleanleitung aus:
- einem Spielbrett, auf dem ein Park mit Bäumen und ein Weg für die Eichhörnchen abgebildet ist,
- 16 Spielfiguren für die jungen Eichhörnchen, je vier in den Farben schwarz, grau, weiß und braun,
- einer violetten Spielfigur für die Eichhörnchenmutter,
- einem Farbwürfel,
- einem „Mama-Würfel“ für die Eichhörnchenmutter,
- 12 Plättchen mit Hängebrücken und
- 121 Nuss-Chips.

## Spielweise
Zur Spielvorbereitung wird der Spielplan in der Tischmitte platziert und die Hängebrücken werden auf die dafür vorgesehenen Felder auf dem Spielplan gelegt. Die Mitspieler wählen jeweils eine Farbe für ihre Hörnchen und stellen drei Figuren der Farbe auf das Startfeld (bei zwei Spielern jeweils vier). Die Mutter wird auf das dafür vorgesehene violette Feld entsprechend der Anzahl der Mitspieler gestellt. Danach wird ein Startspieler bestimmt, der die beiden Würfel erhält.

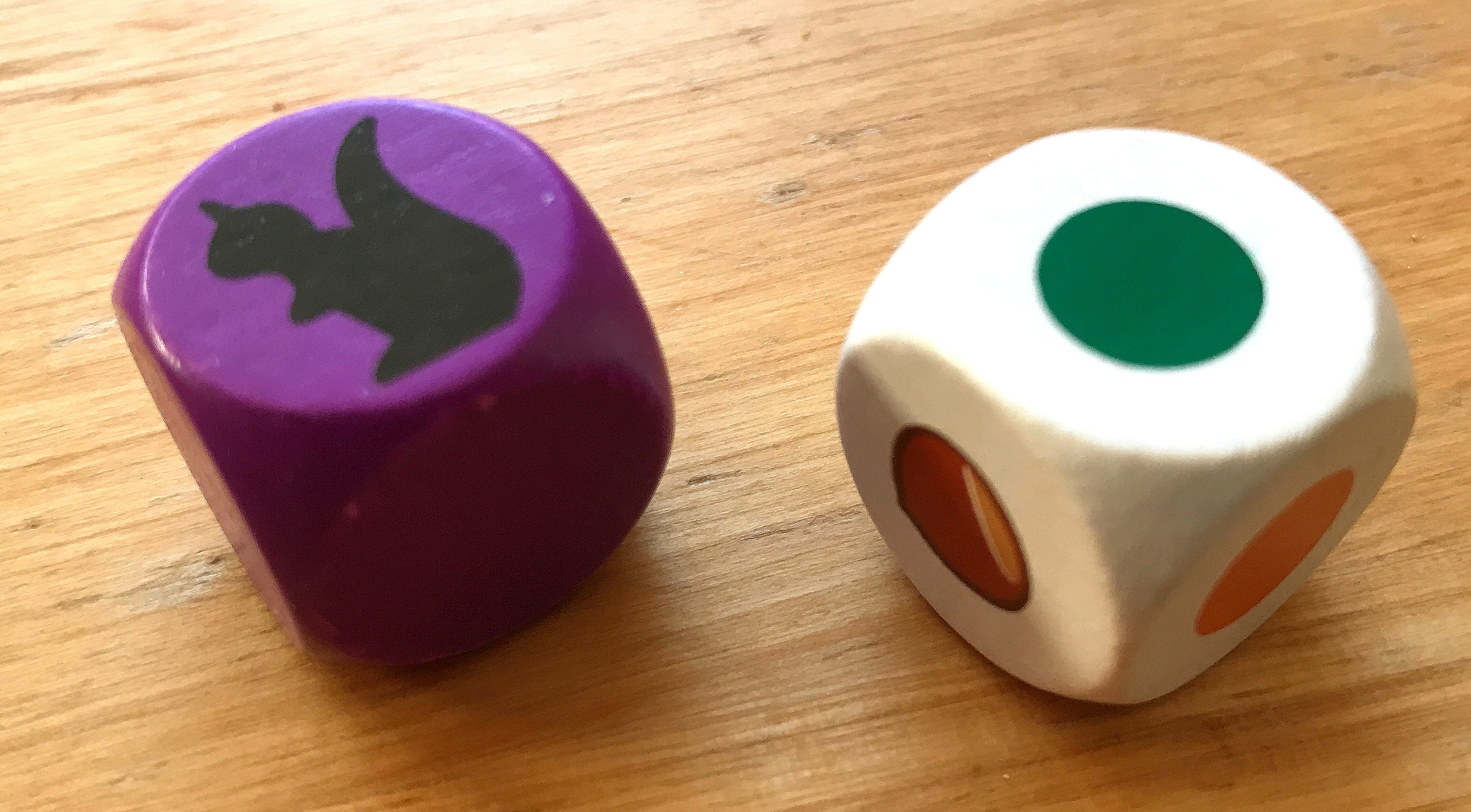
Farbwürfel und „Mama-Würfel“

Im Spielverlauf würfeln die Spieler beginnend mit dem Startspieler jeweils immer mit beiden Würfeln. Er zieht nun zuerst seine Spielfigur und danach die Mutter entsprechend der Ergebnisse. Der Farbwürfel zeigt dabei an, wie weit die Spieler mit ihren Jungtieren ziehen dürfen – sie wählen eine ihrer Figuren aus und ziehen mit dieser bis zum nächsten freien Feld in dieser Farbe. Wenn dort eine Nuss abgebildet ist, bekommt der Spieler einen Nuss-Chip. Zeigt der Würfel eine Nuss, darf der Spieler zum nächsten Feld mit einer aufgedruckten Nuss ziehen und erhält einen Nuss-Chip. Der „Mama-Würfel“ bestimmt den Zug der Mutter. Zeigt er eine weiße oder eine schwarze Mutter, wird die Figur wird auf das jeweils folgende entsprechende Feld gestellt; zeigt er keine Mutter, bleibt die Mutter stehen.
Sobald die Mutter in ihrem Zug eine Hängebrücke überspringt, wird diese aus dem Spiel genommen. Alle Jungtiere, die sie in dem jeweiligen Zug überholt hat, werden in die entsprechenden Verstecke geschickt und bekommen jeweils die Anzahl der Nuss-Chips, die in dieser Höhle aufgedruckt sind. Dabei nimmt die Anzahl mit der Entfernung zum Startfeld zu und Hörnchen, die weiter vorwärts gekommen sind, bekommen entsprechend mehr Nuss-Chips. Spieler, deren Figuren alle bereits in den Verstecken sind, würfeln weiterhin den „Mama-Würfel“ und stellen die Mutter entsprechend vor.
Das Spiel endet, wenn sich alle Eichhörnchen in den Verstecken befinden oder das Zielfeld mit dem wertvollsten Versteck erreicht haben. Gewinner des Spiels ist der Spieler mit den meisten Nuss-Chips.

## Entwicklung und Veröffentlichung
Das Spiel Schnapp die Nuss! wurde von den deutschen Spieleautoren Stefan Kloß und Anna Oppolzer entwickelt und 2017 zur Nürnberger Spielwarenmesse von Schmidt Spiele veröffentlicht.

## Belege
1. 1 2 3 4 5 6  Spieleanleitung Schnapp die Nuss! (Memento des Originals vom 15. Oktober 2017 im Internet Archive)  Info: Der Archivlink wurde automatisch eingesetzt und noch nicht geprüft. Bitte prüfe Original- und Archivlink gemäß Anleitung und entferne dann diesen Hinweis., Schmidt Spiele 2017
2. ↑  Versionen von Schnapp die Nuss! in der Spieledatenbank BoardGameGeek (englisch); abgerufen am 14. Oktober 2017.